# عرض توم وجيري (مسلسل 1975)
عرض توم وجيري (بالإنجليزية: The Tom and Jerry Show) هو مسلسل رسوم متحركة أمريكي من إنتاج شركة هانا-باربيرا بالتعاون مع شركة إم جي إم التلفزيونية. استنادًا إلى سلسلة الرسوم المتحركة المسرحية توم وجيري، والتي تم إنشاؤها بواسطة مؤسسي إيتش بي وموظفي استوديو الرسوم المتحركة السابقين في مترو غولديون ماير ويليام هانا وجوزيف باربيرا، تم بث العرض في الأصل على أيه بي سي من 6 سبتمبر إلى 13 ديسمبر 1975 (لإجمالي 16 حلقة) باعتباره النصف الأول من عرض توم وجيري/قرد العنب/مومبلي، مع عرض القرد العنب العظيم الذي يمثل النصف الثاني من السلسلة وعرض الرسوم المتحركة مومبلي الذي يمثل النصف الثالث من السلسلة. كانت هذه السلسلة هي المرة الأولى التي ظهر فيها توم وجيري في حلقات رسوم متحركة تم إنتاجها خصيصًا للتلفزيون.
على عكس التجسيدات الأخرى، يظهر توم وجيري كأصدقاء بدلاً من أعداء، ولم تستخدم هذه السلسلة مطاردات الكوميديا والعنف المركزي للأفلام القصيرة المسرحية، بسبب المخاوف في ذلك الوقت بشأن مثل هذه المواد في برامج الأطفال.

## طاقم صوتي
- جون ستيفنسون - توم / جيري (المؤثرات الصوتية فقط)، أصوات إضافية
- دون ميسيك، جو إي روس، جون ستيفنسون – سبايك

### أصوات إضافية
- هنري كوردن – العملاق (في "أصدقاء شجرة الفاصولياء")
- كاتي جوري - كاتي أوكيتي (في "قطة الشرطة")
- دون ميسيك - كوايكر (في "البطة الضائعة")، فأر النيزك (في "القط الكوني وفأر النيزك")، كلب الحراسة العملاق (في "أصدقاء ساق الفاصوليا")
- آلان أوبنهايمر - مدير الحلبة (في "ابق مستيقظًا وإلا...")، سابستون (في "متدربو الساحر")
- جو إي روس
- هال سميث-
- جين فاندر بيل - العرابة الجنية (في "تشيكنريلا")
- جانيت والدو - إيفون جوكالونج (في "أرنب التزلج")، سيندي (في "تشيكنريلا")
- ليني وينريب - دينكي (في "ابن أخ جيري")
- فرانك ويلكر – أصوات إضافية

## تاريخ البث
تم إنتاج ما مجموعه 48 حلقة قصيرة من توم وجيري مدة كل منها سبع دقائق في عام 1975  وتم بثها في الأصل بالتنسيقات التالية على قناة ABC صباح يوم السبت:
- برنامج توم وجيري الجديد/ Grape Ape Show (6 سبتمبر 1975 – 4 سبتمبر 1976، على قناة ABC يوم السبت من الساعة 8:30 صباحًا حتى 9:30 مساءً) صباحا [EDT])
- برنامج توم وجيري/ جريب إيب / مومبلي (11 سبتمبر 1976 – 27 نوفمبر 1976، على قناة ABC يوم السبت من الساعة 8:00 صباحًا حتى 9:00 صباحًا) (إعادة عرض توم وجيري وجريب إيب )
- عرض توم وجيري/ مومبلي (4 ديسمبر 1976 – 3 سبتمبر 1977، على قناة ABC يوم السبت من الساعة 8:00 صباحًا حتى 8:30 مساءً) صباحا [EDT] (إعادة تشغيل)
- عرض توم وجيري (إعادة عرض دولية)

بعد نهاية عرض ABC الأصلي مباشرة، تم تحرير هذه الرسوم المتحركة داخل الاعتمادات الرئيسية والنهائية وإضافتها إلى الرسوم المتحركة التي أنتجتها شركة MGM في حقبة المسرح من عام 1940 إلى عام 1967 لتوزيعها بواسطة شركة MGM حتى عام 1986 (احتفظت شركة HB بحقوق إضافية لشرائح Mumbly و Grape Ape، مع انتقال حقوق التوزيع لتلك الشرائح إلى شركة Worldvision Enterprises من عام 1979 حتى عام 1991). قامت بعض محطات التلفزيون المستقلة في الثمانينيات ببث مقاطع توم وجيري بدون مقاطع Mumbly و Grape Ape في باقة توم وجيري الموزعة كجزء من تشكيلة بعض المحطات، مثل WFLD في شيكاغو و WYAH في بورتسموث بولاية فيرجينيا.
منذ عام 1986، أعيد بث البرنامج على شبكات TBS و كرتون نتورك وبومرانغ وتيل تون Retro الكندية (الشبكات الثلاث السابقة هي جزء من شبكات وارنر برذرز. ديسكفري التابعة لشركة Warner Bros. Discovery، والتي اشترت نظام تيرنر للبث مكتبة MGM قبل عام 1986 في عام 1986 وHanna-Barbera في عام 1991).
تم عرض الرسوم المتحركة مع الاعتمادات الرئيسية والنهائية سليمة على TBS وخدمة البث بومرنغ و كرتون نتورك.
من عام 1985 حتى عام 1995، قامت قناة ATN، والتي أصبحت فيما بعد شبكة سفن (شركة البث الأمريكية الأسترالية) ببث العرض في أستراليا.

## وسائل الاعلام المنزلية
تم إصدار الحلقة الأولى (العرض #TJGA-1، 6 سبتمبر 1975) من برنامج The New Tom and Jerry/Grape Ape Show كجزء من Saturday Morning Cartoons - 1970s Volume 2 من وارنر بروس هوم إنترتنمنت في 27 أكتوبر 2009؛  وقد كان أول إصدار فيديو منزلي للنسخة المصنوعة للتلفزيون عام 1975 من توم وجيري. تم تضمين كارتون آخر، الحلقة رقم 80-15، "القط الكوني وفأر النيزك"، كجزء من مجموعة توم وجيري: الذكرى السنوية الفاخرة، والتي تم إصدارها بواسطة وارنر هوم فيديو في 22 يونيو 2010. تم إصدار الحلقة (العرض #TJGA-11، 15 نوفمبر 1975) من برنامج The New Tom and Jerry/Grape Ape Show كنسخة رقمية من Tom and Jerry: School's Out. تم إصدار حلقتين كنسخة رقمية من توم وجيري: الآفات المنزلية. لم يتم الإعلان عن سلسلة أقراص DVD الكاملة حتى الآن.

## روابط خارجية
- تاريخ توم وجيري
- عرض توم وجيري على موقع IMDb (الإنجليزية)
- عرض توم وجيري على موقع كينوبويسك (الروسية)
- عرض توم وجيري على موقع قاعدة بيانات الفيلم (الإنجليزية)
- ألبوم صور الكارتون – نبذة عن برنامج توم وجيري.